# Mülhausen (Grefrath)
Mülhausen ist der kleinste Ortsteil der Gemeinde Grefrath im Kreis Viersen, Regierungsbezirk Düsseldorf, in Nordrhein-Westfalen.
Das Dorf hat 1.247 Einwohner (Stand: 31. Dezember 2008, davon 537 männlich und 710 weiblich) und liegt etwa in der Mitte zwischen Grefrath im Westen und dem Mittelzentrum Kempen im Osten.

## Geschichte
In einer Sandgrube nördlich von Mülhausen kamen in den 1920er Jahren Funde zum Vorschein, die von einer Siedlung und einem fränkischen Gräberfeld des 7. Jahrhunderts zeugen. Im Tal der Niers nördlich von Mülhausen befand sich eine Turmburg („Motte“).
Während das weltlich regierte Grefrath seit dem 13. Jahrhundert zunächst zur Grafschaft/Herzogtum Geldern, später zu den Burgundischen/Spanischen Niederlanden und dann bereits ab 1713 zu Preußen gehörte, war das östlich der Niers gelegene Amt Oedt mit den Orten Oedt, Mülhausen und Hagen bereits seit dem Jahr 953 jahrhundertelang ein Teil des Erzstifts und Kurfürstentums Köln (oft auch einfach nur kurz als „Kurköln“ bezeichnet), einem geistlichen Gebiet, in dem das Amt des Erzbischofs mit dem des Kurfürsten in Personalunion verbunden war.
Aus dieser Situation heraus gab es immer wieder Grenzstreitigkeiten mit den Herzogtümern Kleve, Jülich und Geldern, was auch der Anlass zum Bau der Burg Uda in Oedt war.
Diese Konstellation änderte sich grundlegend erst im Jahre 1794, als französische Revolutionstruppen das Gebiet besetzten und das links-niederrheinische Gebiet schließlich bereits vor der Machtergreifung Napoleons ein Teil des französischen Rur-Départements wurde.
Die französische Herrschaft ging 1814 mit der Niederlage Napoleons in der Schlacht bei Waterloo zu Ende, woraufhin beim Wiener Kongress 1815 eine Neuaufteilung der zuvor von Frankreich besetzten Gebiete durch die damaligen Siegermächte beschlossen wurde. 
Dabei wurde nun das gesamte Rheinland preußisch, das frühere geldrische Oberquartier, wozu Grefrath gehörte, zum wiederholten Mal, das Gebiet des ehemaligen Kurkölns, in dem das Amt Oedt einschließlich Mülhausens lag, hingegen erstmals überhaupt.
Eine politische Eigenständigkeit Mülhausens ist seit dieser Eingliederung in das damalige Königreich Preußen 1815 nicht mehr dokumentiert, eine (wenn auch nur amtsangehörige) eigenständige Gemeinde Mülhausen hat mindestens seit 1816 nicht mehr existiert, stattdessen war das Dorf Mülhausen bereits damals einfach ein Ortsteil der Gemeinde Oedt.
Die Eigenständigkeit der früheren Gemeinde Oedt endete am 31. Dezember 1969, zum 1. Januar 1970 wurde Oedt einschließlich des Ortsteils Mülhausen (aber ohne den Ortsteil Hagen), zur Gemeinde Grefrath eingemeindet, deren Ortsteil das Dorf Vinkrath ohnehin schon war.

## Natur
Westlich an Mülhausen vorbei fließt in Süd-Nord-Richtung die Niers. Im Tal der Niers nördlich von Mülhausen liegt das von feuchten Wiesen und Weiden geprägte Naturschutzgebiet Grasheide und Mülhausener Benden (Gebietsnummer VIE-007).

## Infrastruktur

### Kirchliche Einrichtungen

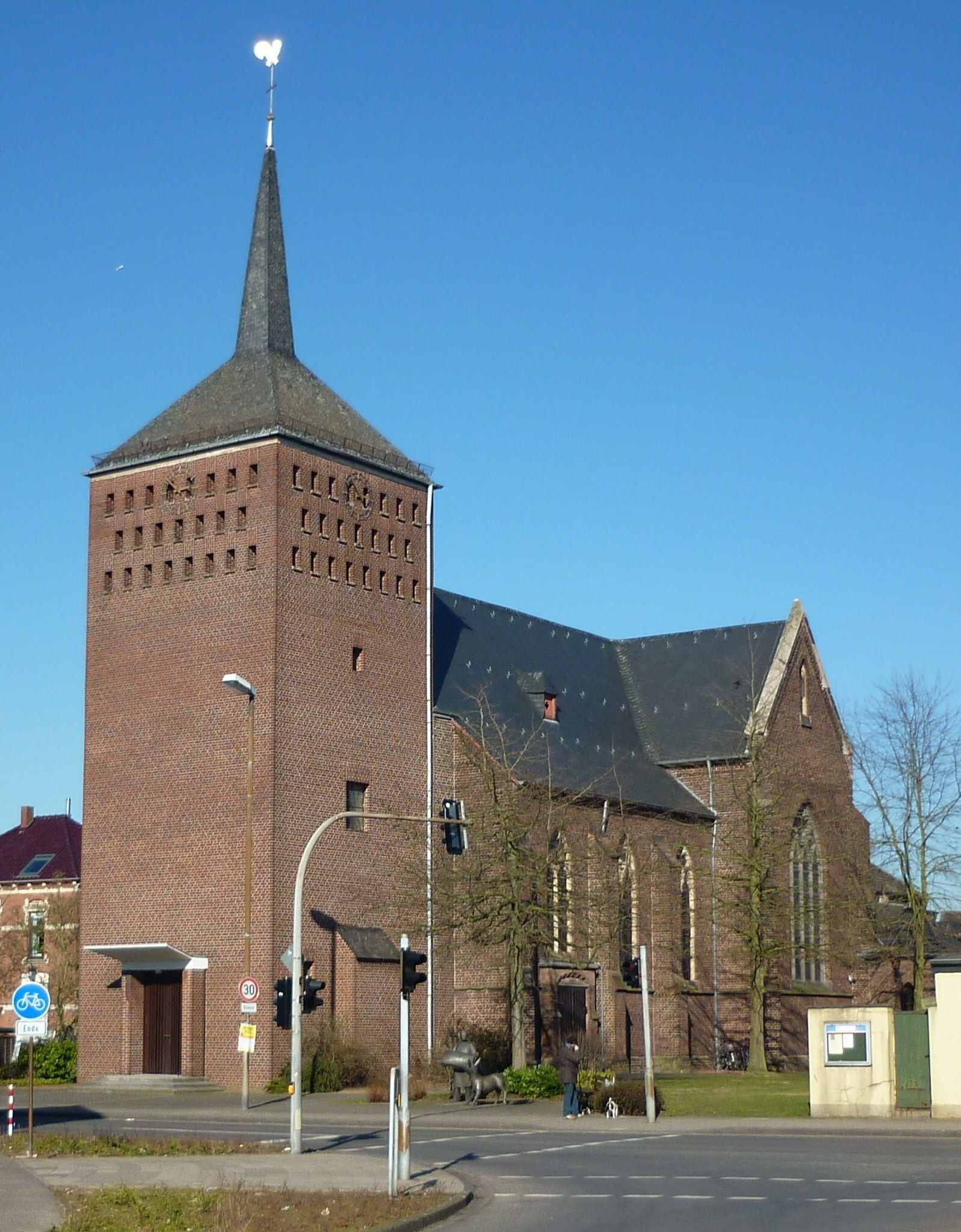
Pfarrkirche Sankt Heinrich

1888 errichtete die in den 1850er Jahren gegründete Kongregation der Schwestern Unserer Lieben Frau, die infolge des Kulturkampfes in Preußen 1874 nach Nordamerika ausgewandert waren, nach ihrer Rückkehr das neue Mutterhaus in Mülhausen. Ausgehend vom ersten angekauften Gebäude, der „Villa Bongartz“, entstand ein umfangreicher Gebäudekomplex mit Kloster, Liebfrauenschule, Mädchenpensionat und Erholungsheim „Haus Salus“. 1941 beschlagnahmte die Geheime Staatspolizei das Mutterhaus und vertrieb die Schwestern. Nach Kriegsende wurde Mülhausen zunächst wieder Ordensmittelpunkt, die Kongregation breitete sich rasch aus, auch in anderen Ländern Europas und in Übersee. 1947 wurde das Mutterhaus mit dem Generalat nach Rom verlegt, Mülhausen bestand zunächst als deutsche, nach Gründung der Ordensprovinzen Coesfeld und Vechta als rheinische Provinz weiter. 2008 wurden die drei deutschen Provinzen zu einer einzigen mit Sitz in Coesfeld zusammengeführt. Die Einrichtung in Mülhausen wurde im Sommer 2022 aufgegeben.
Sehenswert ist auch die im Jahr 1900 ursprünglich im Stil der Neugotik erbaute katholische Pfarrkirche Sankt Heinrich mit ihrer Architektur und den Glasmalereien – sie wurden großteils in den 1950er Jahren von dem überregional renommierten expressionistischen Maler und Glasmaler Heinrich Dieckmann (1890–1963) entworfen. Auf dem Vorplatz steht eine Bronzeskulptur, die einen Müller mit seinem Esel darstellt. Zur katholischen Kirche gehört ein im 1953 erbauten Gebäude der früheren Volksschule 1975 entstandener Kindergarten.
Unweit nördlich von Mülhausen liegt außerdem die Benediktinerinnen-Abtei „Mariendonk“.

### Bildung
Mülhausen verfügt mit der 1888 als Klosterschule der Kongregation der Schwestern Unserer Lieben Frau gegründeten „Liebfrauenschule“ über das größte Gymnasium im Kreis Viersen. Es wird in freier Trägerschaft betrieben und ist staatlich anerkannt. Das ehemalige Mädcheninternat der Liebfrauenschule wurde 2001 zur Bildungsstätte für Jugend und Familie „Antoniushaus“ umgebaut.

### Verkehr
Nach Mülhausen führen von Norden die Kreisstraße K 27 (Grasheider Straße), von Süden die aus dem benachbarten Ortsteil Oedt kommende L 391 (Hauptstraße), die von Westen kommende K 12 (Grefrather Straße) und die von Osten aus Kempen heranführende B 509 (mit einer nördlichen Variante über Klixdorf und einer südlichen Variante, die in den Kempener Außenring übergeht).
Der ehemalige Bahnhof Mülhausen der stillgelegten Bahnstrecke Kempen–Venlo wird heute gastronomisch genutzt.

### Abwasser
Am nordwestlichen Ortsrand von Mülhausen liegt das Ende der 1960er/Anfang der 1970er Jahre erbaute Klärwerk Grefrath des Niersverbandes (NV), das das gereinigte Abwasser in die Niers einleitet.

## Dorfleben und Brauchtum
Zum bedeutenden Brauchtum in Mülhausen gehören die Heimat- und Schützenfeste, organisiert von der 1903 gegründeten „Schützenbruderschaft Sankt Heinrich & Sankt Vitus“, die Mitglied im Bund der Historischen Deutschen Bruderschaften ist. Die „Interessengemeinschaft Ortsleben Oedt und Mülhausen e. V.“ fördert das Dorfleben mit weiteren Aktivitäten rund ums Jahr, wie zum Beispiel Jazzfrühschoppen und Nikolausmarkt. Die Feuerwehrgruppe Mülhausen, die zum Löschzug Oedt der Freiwilligen Feuerwehr Grefrath gehört, packt bei vielen Veranstaltungen mit an. 1970 wurde der Sportverein DJK SC Blau-Weiß Mülhausen gegründet. In der Heinrichskirche findet seit 2003 die Konzertreihe „Musica Sacra“ mit etwa drei Aufführungen pro Jahr statt.